# Kreis Zabern
| Basisdaten              | Basisdaten                  |
| ----------------------- | --------------------------- |
| Bundesstaat             | Reichsland Elsaß-Lothringen |
| Bezirk                  | Unterelsaß                  |
| Verwaltungssitz         | Zabern                      |
| Fläche                  | 1004 km² (1910)             |
| Einwohner               | 87.572 (1910)               |
| Bevölkerungsdichte      | 87 Einw./km² (1910)         |
| Gemeinden               | 134 (1910)                  |
| Lage des Kreises Zabern |                             |
|                         |                             |

Der Kreis Zabern war von 1871 bis 1920 ein deutscher Landkreis im Bezirk Unterelsaß des Reichslandes Elsaß-Lothringen. Das Gebiet des Kreises liegt heute im Wesentlichen im Arrondissement Saverne des französischen Départements Bas-Rhin. 

## Geschichte
Nachdem Elsaß-Lothringen durch den Frankfurter Friedensvertrag an das Deutsche Reich gefallen war, wurde 1871 aus dem bis dahin französischen Arrondissement Saverne der Kreis Zabern gebildet. Nach dem Ende des Ersten Weltkrieges wurde der Kreis 1918 von Frankreich besetzt, kam am 17. Oktober 1919 unter französische Verwaltung und gehörte mit dem Inkrafttreten des Versailler Vertrages am 10. Januar 1920 wieder als Arrondissement Saverne dem französischen Staat an. Im Zweiten Weltkrieg stand Elsaß-Lothringen von 1940 bis 1944 unter deutscher Besatzung. Während dieser Zeit bildete das Gebiet des Arrondissements Saverne den Landkreis Zabern. Der Kreis wurde nicht im völkerrechtlichen Sinne annektiert, sondern war dem Gauleiter für den Gau Baden in Karlsruhe unterstellt. Zwischen November 1944 und Februar 1945 wurde das Kreisgebiet von alliierten Streitkräften eingenommen und anschließend an Frankreich zurückgegeben.

## Einwohnerentwicklung
| Einwohner    | 1871   | 1890   | 1900   | 1910   |
| ------------ | ------ | ------ | ------ | ------ |
| Kreis Zabern | 87.547 | 86.035 | 87.389 | 87.572 |

Gemeinden mit mehr als 2.000 Einwohnern (Stand 1910):
| Buchsweiler | 2.922 |
| Dettweiler  | 2.111 |
| Ingweiler   | 2.447 |
| Saarunion   | 3.134 |
| Zabern      | 9.153 |

## Politik

### Kreisdirektoren
1871–999900von Hörmann
1871–188200Gustav von Wulffen
1882–188400Albert Halley
1884–189500Hermann Bickell
1895–189800Heinrich Dieckhoff
1898–190700Clemm
1907–191200Alexander von der Goltz (1832–1912)
1912–191400Georg Mahl
1914–191800Gustav Beyerlein

### Landesausschuss
1879 bis 1911 wählte der Kreis jeweils einen Vertreter in den Landesausschuss des Reichslandes Elsaß-Lothringen. Dies waren:
1879–188200Alfred Goldenberg (1831–1897)
1882–188500Edouard Meyer
1885–189700Francois-Joseph Klein
1897–191100Johannes Hoeffel (1850–1939)

### Landkommissar
1940–999900Wilhelm Hefft (kommissarisch)
1940–999900Gerhard Müller (kommissarisch)

### Landräte
1940–194300Gerhard Müller
1943–194400Wilhelm Schmidt

## Gemeinden
Im Jahre 1910 umfasste der Kreis Zabern 134 Gemeinden. Durch kaiserliche Verordnung vom 2. September 1915 wurde der Name der Gemeinde Saarunion amtlich in Saar-Buckenheim geändert.
| - Adamsweiler - Allenweiler - Altenheim - Altweiler - Aßweiler - Bärendorf - Berg - Bettweiler - Birkenwald - Bischholz - Bissert - Bosselshausen - Buchsweiler - Burbach - Büst - Büsweiler - Bütten - Dehlingen - Dettweiler - Diedendorf - Diemeringen - Dimbsthal - Domfessel - Dossenheim - Drulingen - Durstel - Eckartsweiler - Erkartsweiler - Ernolsheim - Eschburg - Eschweiler - Eyweiler - Frohmühl - Furchhausen | - Görlingen - Gottenhausen - Gottesheim - Griesbach - Gungweiler - Hägen - Harskirchen - Hattmatt - Hengweiler - Herbitzheim - Hinsburg - Hinsingen - Hirschland - Hohengöft - Imbsheim - Ingweiler - Jettersweiler - Keskastel - Kirberg - Kirweiler - Kleingöft - Knörsheim - Krastatt - Landersheim - Lichtenberg - Littenheim - Lochweiler - Lohr - Lorenzen - Lupstein - Lützelstein - Mackweiler - Männolsheim - Maursmünster | - Menchhofen - Monsweiler - Mühlhausen - Neuweiler - Niedermodern - Niedersulzbach - Obermodern - Obersulzbach - Oermingen - Ottersthal - Ottersweiler - Ottweiler - Petersbach - Pfaffenhofen - Pfalzweiler - Pisdorf - Prinzheim - Puberg - Rangen - Ratzweiler - Rauweiler - Reinhardsmünster - Reipertsweiler - Reutenburg - Rexingen - Riedheim - Rimsdorf - Rosteig - Saarunion (ab 1915 Saar-Buckenheim) - Saarwerden - Salenthal - Sankt Johann bei Zabern - Schalkendorf - Schillersdorf | - Schönburg - Schopperten - Schweinheim - Sieweiler - Silzheim - Singrist - Sparsbach - Steinburg - Struth - Thal bei Drulingen - Thal bei Maursmünster - Tieffenbach - Uttweiler - Volksberg - Völlerdingen - Waldhambach - Waldolwisheim - Weinburg - Weislingen - Weitersweiler - Westhausen - Weyer - Wimmenau - Wingen - Wolfskirchen - Wolschheim - Zabern - Zehnacker - Zeinheim - Zittersheim - Zollingen - Zutzendorf |